# Gulpener Dort
Gulpener Dort was een Nederlands bier van het soort Dortmunder.
Het bier werd vanaf 1953 gebrouwen in Gulpen, bij de Gulpener Bierbrouwerij. Het was een amberkleurig ondergistend bier met een alcoholpercentage van 7,0%.
Gulpener Dort was een van de oudste speciaalbieren van Nederland. In 2018 verlieten de laatste fusten en flesjes Gulpener Dort de brouwerij. 

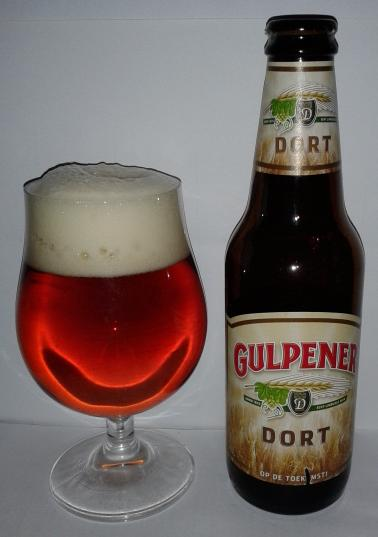
Gulpener Dort in een ongerelateerd glas

## Onderscheidingen
- In 1994 won Gulpener Dort de gouden medaille in de Sélection Mondiale de la Qualité in Brussel.